# Френк Вон
Френк Ј. "Френки" Вон (Vaughn, пише се и Vaughan) (18. фебруар 1902 - 9. јули 1959) био је амерички фудбалер, одбрамбени играч. Читаву каријеру провео је у Сент Луису са клубом Ben Millers, био је на америчком списку за Светско првенство 1930. и члан Националне фудбалске куће славних. 

## Професионална каријера
Вон је рођен у Ст. Луису, Мисури, и професионалну каријеру провео је са клубом Ben Millers у Фудбалској лиги Ст. Луиса током 1920-их и 1930-их. Међутим, он није наведен у попису играча ни за првенство у Националном купу 1920, ни када је клуб завршио као другопласирани у Националном купу 1926. 1920. године био је део тима St. Louis All Star који је гостовао у Скандинавији.

## Национални тим
1920. Вон је позван у америчку репрезентацију за Светско првенство 1930. Иако није играо ниједну утакмицу првенства, играо је на неколико егзибиционих мечева током турнеје америчког тима по Јужној Америци након његове елиминације. Ове утакмице су биле против клубова и регионалних, а не националних тимова, тако да се не рачунају као интернационалне утакмице. Као резултат, Вон никада није званично играо за САД. 
Вон је умро у свом родном граду Ст. Луис. Уведен је у фудбалску Кућу славних у Сент Лоуису 1972  и Националну фудбалску кућу славних 1986. године. 